# Gare de Benet
La gare de Benet est une gare ferroviaire française fermée des lignes de La Possonnière à Niort et de Fontenay-le-Comte à Benet. Elle est située sur le territoire de la commune de Benet dans le département de la Vendée en région Pays de la Loire.
Elle est mise en service en 1868 par la Compagnie du chemin de fer de Paris à Orléans (PO).

## Situation ferroviaire
Établie à 44 mètres d'altitude, la gare de Benet est située au point kilométrique (PK) 152,507 de la ligne de La Possonnière à Niort, entre les gares de Saint-Pompain (fermée) et de Coulon (fermée). Une limite de déclassement est située au PK 151,800 en direction de Saint-Pompain.
Gare de bifurcation, elle est également l'aboutissement, au PK 20,0 de la ligne de Fontenay-le-Comte à Benet (non exploitée), après la gare de Nieul-Oulmes (fermée).

## Histoire
La station de Benet est mise en service le 28 décembre 1868 par la Compagnie du chemin de fer de Paris à Orléans (PO), lorsqu'elle ouvre à l'exploitation la section de Cholet à Niort de sa ligne d'Angers à Niort. En 1881, la ligne Niort-Fontenay-le-Comte vint s'ajouter, se séparant de la première au nord de la gare de Benet.
La ligne vers Bressuire fut fermée au transport de voyageurs en 1939, remplacée par un omnibus, qui circula de 1940 à 1969, et aux marchandises en 1971. La ligne Niort-Fontenay-le-Comte cessa son activité pour les voyageurs en 1969, et pour les marchandises en 1996. Vendue en 1981, la gare de Benet a été transformée en habitation.